# گنج قباد
گنج قباد، روستایی  از توابع دهستان قمبوان بوده و در  بخش مرکزی شهرستان دهاقان در استان اصفهان ایران واقع شده است.

## جمعیت
این روستا از توابع روستای پوده است  و براساس سرشماری مرکز آمار ایران در سال ۱۳۸۵، جمعیت آن ۵۵ نفر (۲۲خانوار) بوده‌است. مدتی نیز خالی از سکنه شد. اما در آخرین سرشماری انجام گرفته (۱۳۹۵) این سکونتگاه دارای تنها ۱۸ نفر جمعیت (۱۰ مرد و ۸ زن) در قالب ۸ خانوار می‌باشد.